# Agnes Macphail
Pour les articles homonymes, voir Macphail.
Agnes Campbell Macphail, née le 24 mars 1890 dans le comté de Grey (Ontario, Canada) et morte le 13 février 1954 à Toronto (Ontario, Canada), est une femme politique canadienne. Elle est la première femme députée à la Chambre des communes du Canada, où elle siège de 1921 à 1940.

## Biographie
Elle est élevée dans la foi de l'Église unie du Canada (méthodisme), mais est convertie dès son adolescence à celle de l'Église réorganisée de Jésus-Christ des saints des derniers jours par son oncle missionnaire. Elle obtient en 1910 un certificat en éducation et trouve facilement un poste de professeure dans des écoles rurales ontariennes, notamment à Port Elgin et Newmarket. En parallèle à son activité d'enseignement, elle mène une solide activité politique au sein du United Farmers of Ontario et de sa branche féminine, le United Farm Women of Ontario. Elle tient à cette époque une chronique dans le journal politique ontarien Farmer's Sun. 
Grâce à des amendements à la loi sur les élections, elle peut se présenter sous la bannière du Parti progressiste du Canada et être élue une première fois députée de la circonscription fédérale de Grey-Sud-Est (Ontario) aux élections fédérales canadiennes de 1921. Elle est réélue aux élections de 1925, 1926 et 1930. 
Elle est présidente honoraire de la section de Toronto de la Ligue internationale des femmes pour la paix et la liberté (LIFPL).
Aux élections fédérales canadiennes de 1935, elle se présente dans la circonscription de Grey—Bruce, mais quitte le Parti progressiste pour joindre les rangs du United Farmers of Ontario–Labour, un parti politique issu des syndicats agricoles. Elle remporte son siège, mais subit une lourde défaite aux élections de 1940, arrivant en troisième place. La même année, elle se représente sans succès, sous la bannière du United Reform, aux élections partielles du 19 août 1940 dans la circonscription de Saskatoon City, en Saskatchewan.
En 1942, elle rejoint les rangs du parti provincial ontarien Co-operative Commonwealth Federation et est élue sous cette bannière à l'Assemblée législative de l'Ontario lors des élections générales ontariennes de 1943.
Également journaliste, elle a publié de nombreux articles politiques dans divers journaux canadiens, en plus d'assurer une chronique sur l'agriculture dans les pages du Globe and Mail de Toronto. 
Elle meurt en février 1954, peu après qu'on lui a proposé de la nommer sénatrice au Sénat du Canada.

## Dans la culture populaire
Elle est incarnée dans la série télévisée Les Enquêtes de Murdoch (Un vote à couper le souffle, saison 8 épisode 17) par une petite fille souhaitant participer à des élections quand elle sera adulte.

## Archives
Il y a un fonds Agnes Macphail à Bibliothèque et Archives Canada. Le numéro de référence archivistique est R4413.

## Sources
- (en) Cet article est partiellement ou en totalité issu de l’article de Wikipédia en anglais intitulé « Agnes Macphail » (voir la liste des auteurs).